# 韩寒
韩寒（1982年9月23日—），出生于中国大陆上海金山，中国大陆男作家，职业拉力赛及场地赛车手，《独唱团》杂志（现已停刊）、《一个》APP主编。同时涉足音乐、电影创作，为电影《后会无期》、《乘风破浪》、《飞驰人生》的导演。2010年，韩寒被《时代周刊》评选为100名影响世界人物之一。2019年，他在福布斯中國名人榜名列第20名。

## 经历
其父韩仁均是作家，从小热爱创作，曾在《故事会》等杂志上发表大量故事和小说并获奖。华东师范大学中文系肄业后在亭林镇文化站担任站长，后在金山报和金山区文化局工作。现已提早退休。
韩寒初中就读上海市朱泾镇罗星中学，后以长跑项目体育特长生升入上海市松江二中，在高一期末考试中七科不及格而留级，而后一年，韩寒再次挂科七门并最终在高一退学。
韩寒在初中时开始发表小说，在江苏版《少年文艺》1997年第9期发表的作品：《书店》。高一时（1999年），以《杯中窥人》一文获得首届新概念作文大赛的一等奖。他发表的首部长篇小说《三重门》成為其最有名的作品。退学后陆续出版了一系列作品：散文集《零下一度》、《通稿2003》、《就这么漂来漂去》和《杂的文》，小说《像少年啦飞驰》、《长安乱》、《一座城池》、《光荣日》、《他的国》和《1988，我想和这个世界谈谈》等作品。沉寂几年后，韩寒成为一名职业赛车手，但不时通过博客继续发表了一系列的批评现政权的的博文，使他的博客成为中国点击率极高的博客，也因此博文经常遭禁，其中一些博文引起了网络社区内的激烈讨论。
韩寒还涉足了音乐创作，2006年9月底发行了个人首张唱片《十八禁》，担任其中所有歌词创作。2008年韩寒客串王小峰的DV电影《你丫真狠》。2010年韩寒友情参演胡戈的短片《动物世界宅居动物》。此外韩寒还参加演出了贾樟柯导演的电影《海上传奇》。

### 网上书店与创办杂志
2009年4月19日，韩寒在淘宝网开了名为“韩寒的书店”的网上书店，书店网页标称只卖自己的亲笔签名的正版图书，由于书店销量过大，交易次数过多，一度被网站系统辨识为虚假交易与炒作信用而对其进行查封。
2009年5月1日，韩寒在其新浪网的博客发表名为《新杂志的征稿信，征人信，稿费标准，投稿邮箱》的文章，文章介绍，韩寒自己将开办杂志，但为了防止市场上出现盗版，文中并没有写出杂志名称，只是给出了用于投稿、应聘和广告合作的联系邮箱。值得关注的是，韩寒在文章中介绍到，自己办的杂志中，封面推荐的原创文章，稿费是1000字/2000元，并透露这个稿费标准已经是中国出版行业标准的10到40倍，比中国最顶尖杂志付给顶尖作家的约稿费高出2到4倍：而普通稿件的稿费也有1000字/1000元，高出现行出版行业标准的10到20倍之多，对于已发表过的或被杂志摘录的文章，稿费是1000字/500元，也已经是现行标准的15倍，照片的稿费更是达到5000元。韩寒在文章中还写到，自办杂志将开设一栏脑残来稿，稿费设为1000字/250元，以彰显文章观点与文笔吻合作者形象。以下是韩寒在其博文《新杂志的征稿信，征人信，稿费标准，投稿邮箱》中关于1000字/250元稿费的描述：
|        | 杂志每期还设有最差观点和文笔的文章两篇到三篇，表示杂志完全不认同作者的观点，杂志认为作者脑残，反人类反常识反正义反自由，杂志也会发表此类并且示众，为了表示和这些人的形象的吻合，所以这类文章的稿费标准是1000字/250元，也是非常高的标准，250从来不是从天而降的，250的诞生也是有成本的。 |
| ——韩寒 | |

在发表文章5天后，韩寒尚未出炉的杂志已收到各地的投稿一万多封，而应聘简历也有数千封。有意思的是，在这些投稿中，韩寒发现了几篇在之前声明文章中明令禁止的复制粘贴类、黄色小说类和毕业论文类文章，韩寒表示无奈，并声明不会刊登发表这类文章。
办杂志之事得到了社会的关注，有编辑称其挽救了文人人格，一记者评价韩寒已经完成了从叛逆青年到知识分子的转变。
但由于在中国对出版和发行方面的一些限制，韩寒计划于2009年8月出版的杂志《独唱团》在推迟近一年后，才于2010年7月6日上市。尽管如此，读者们依然热情不减，该书的发行方华文天下宣布，预售上线不到10小时，《独唱团》就已经凭借预售量登上了卓越网（亚马逊中国前身）销售总榜的第1位。2010年12月27日晚，由于无出版社敢于出版《独唱团》，团队宣布解散。
2012年6月11日，韩寒自任主编推出的电子读物《一个》在腾讯网上线。《一个》电子刊计划周期为每天1期。目前已开发出安卓版和IOS版的APP软件。

### 赛车生涯
在转为职业赛车后，韩寒一度传闻陷入财务危机，自己也承认相比其他职业，中国的作家和赛车手收入较少，加上自己没有参与商业活动，经济来源也只有书的版税。但赛车方面有成就感，夺冠也证明了自己是全面发展的好学生。
以下是韩寒在2007年接受采访时说的话：
我的收入就是书的版税，我没有商业头脑，股票、基金从来不买，玩赛车是最费钱的，弄得家里常常揭不开锅。—韩寒
我自己从不做任何商业活动，每年推掉很多，光这些广告收入就有300多万，我怕干了就收不住。—韩寒
以下是韩寒职业赛车生涯所取得的成绩：
- 2003年，代表北京极速车队参加全国汽车拉力锦标赛上海站N组获得N组第六，长春站获得N组第八，北京站获得N组第六。
- 2004年上海站N组第七，中国大陆第四。
- 2004年6月加入云南红河车队。
- 2004年，获得亚洲宝马方程式资格赛冠军。获得宝马参赛奖学金五万美金[22]。
  - 参加年度亚洲宝马方程式。巴林站第七，新秀杯第一。
  - 马来西亚站第八，新秀杯第二。
  - 上海站第七，新秀杯第二。
  - 日本站第六，新秀杯第一。
- 2005年，加入上海大众333车队。
- 2005年，全国汽车拉力锦标赛1.6升组上海站第四，贵州站第四，六盘水站第四，昆明站第四。
- 2005年，全国汽车场地锦标赛1600 cc组珠海站冠军，上海站亚军，北京站季军及收关站冠军，2005年度亚军。
- 2006年，代表上海大众333车队同时参加全国汽车场地锦标赛（CCC）和全国汽车拉力锦标赛（CRC），获全国汽车场地锦标赛1600 cc组上海站季军，全国汽车拉力锦标赛上海站亚军。
- 2007年，代表上海大众333车队同时参加全国汽车场地锦标赛（CCC）和全国汽车拉力锦标赛（CRC），获全国汽车场地锦标赛1600 cc组年度冠军。
- 2008年，代表上海大众333车队同时参加全国汽车场地锦标赛（CCC）和全国汽车拉力锦标赛（CRC），获全国汽车场地锦标赛1600 cc组珠海站冠军。
- 2009年，在全国汽车拉力锦标赛（CRC）中转会上海FCACA车队，驾驶英国Prodrive赛车公司改装的斯巴鲁翼豹N14赛车参加N组比赛，获得北京站国家组冠军和邵武站国家组冠军，力压刘曹冬夺得国际组国内车手年度总冠军。同时继续代表上海大众333车队参加中国房车锦标赛（CTCC）1600 cc组，获得广东站冠军。另外，与董荷斌代表中国队首次出战ROC国家杯，先是从死亡之组中力压实力强大的芬兰队获得四强席位，随后在半决赛中以1：2的微弱劣势败给由詹森·巴顿领衔的英国队。
- 在2009年9月前往澳大利亚参加世界拉力锦标赛后，韩寒写了一篇名为《赴澳大利亚监督指导世界拉力锦标赛的工作报告》的文章，文中用反讽的文笔对中澳两国在赛事举办、经济环境、人民觉悟等方面进行了比较，声称澳大利亚在各方面都不及中国，借以讽刺中国在赛事举办某些方面的不足。[23]
- 2009年12月6日下午获得2009年中国房车锦标赛第六站1600cc组决赛分站冠军，这也是上海大众333车队本赛季首个也是唯一一个分站冠军。
- 2009年12月20日获得09赛季CRC收官战——邵武拉力赛冠军，完美收获中国汽车拉力锦标赛N组2009年度总冠军。至此，韩寒成为中国职业赛车史上唯一一位场地和拉力的双料年度总冠军，同时拥有象征中国职业赛车两项赛事最高荣誉的冠军奖杯。
- 2010年3月13日至15日在黑龙江漠河冰雪场地召开的2010年中国拉力锦标赛新闻发布会上，韩寒正式加入斯巴鲁中国拉力赛车队。
- 2011年10月16日CTCC中国房车锦标赛第七站广东肇庆站超级量产车组正式比赛结束，上海大众333车队韩寒夺冠，并且夺得涡轮增压组冠军。
- 2012年6月3日赛季CTCC珠海站超级量产组，韩寒夺冠。
- 2012年7月8日，2012赛季长城润滑油CTCC中国房车锦标赛鄂尔多斯站，韩寒获得冠军。
- 2012年7月23日，韩寒获得2012“丝路春”杯张掖·中国汽车拉力锦标赛的冠军。
- 2012年8月19日下午，长城润滑油CTCC中国房车锦标赛第五站比赛在鄂尔多斯国际赛车场举行。大众333车队车手韩寒在发车时就完成超车，一路领先蝉联冠军，这也是韩寒五站比赛里的第三个冠军。
- 2012北京·怀柔中国汽车拉力锦标赛于8月26日圆满落幕，斯巴鲁拉力车手韩寒/孙强分获本站比赛季军。
- 2012年国际汽联亚太汽车拉力锦标赛孝福杯中国（龙游）拉力赛于10月28日结束，韩寒获得国内车手亚军，从而提前一站卫冕中国汽车拉力锦标赛年度车手总冠军。
- 2012年长城润滑油CTCC中国房车锦标赛第八站暨收官站赛事4日在上海国际赛车场结束。在超级量产组比赛中，上海大众333车队韩寒获得亚军，从而在年度积分榜上以67分反超对手，荣膺年度车手总冠军。这是他继上周夺得中国汽车拉力赛年度车手总冠军后，再度包揽年度场地赛和拉力赛全国冠军。

### 代言品牌
华硕电脑的action派、凡客诚品（服装）、侠客行（网游）、帝王威士忌（洋酒）、联想乐Phone（手机）、宇舶表（腕表）、雀巢咖啡（袋装奶咖）、斯巴鲁（汽车）、駱駝（户外用品），
代言费超过千万，路金波称其成费用最高明星。
2014年, 韩寒成为一加手机代言人。

### 时事关注
2008年5月12日，在汶川大地震中，韩寒前往灾区，想协助救援行动，后因屡次行动受阻，放弃深入灾区，转为在博客传递实情，并充当“物资中转站”，向网友征询灾区急需物资。随后收回零元捐款承诺，与黄健翔、李承鹏联合捐款60万，并强调捐款只能用于学校重建。
2009年2月，就中国中央电视台位于北京朝阳区的新址大楼发生火灾一事，韩寒在其博客发表了两篇博文，分别为《央视大火有感

》和《趁火打劫央视

》。
2009年5月11日至12日，韩寒针对杭州飙车案写了两篇名为《2009年5月11日》、《该关心的和不该关心的》，以专业赛车手的角度对杭州交警部门七十码车速的判断提出质疑，并呼吁民众在这件这件事情应该注意区分“该关心的和不该关心的”。
事后一些网络异见人士由于制造谣言被当局拘留，而有人问及为什么没有抓捕韩寒时，其答曰：“因为我就是我党派来的特务”。
2009年5月16日，韩寒针对演员潘粤明驾车拍戏受伤事件，写了名为《2009年5月16日》的博文，批评中国影视界，说中国影视中常有驾车不系安全带，开车抽烟、打电话等违规镜头，这些有误导观众的嫌疑。文章引发了观众对宁浩电影《疯狂的赛车》中该类镜头的声讨，宁浩最后通过助理向观众道歉，感激观众监督影片，并表示在往后的影片拍摄中会注意这方面的规范。
2010年1月，韩寒在博客发表了两篇评论网络评论员的文章，其实是讽刺五毛党的文章，《我只是在猜想

》和《中国官员必修课之第一讲 <兰州悲剧>

》，接连被删。
2010年2月，韩寒在其博客发表了一篇关于网络评论员的文章《你是小明吗

》。
2010年2月1日，韩寒在厦门大学“南方周末2009年原创榜文化论坛”中发表题为《所谓大国文化》的演讲，抨击了中国的言论方面的限制。这也是韩寒为数不多的在公开场合的演讲。
2010年2月15日，韩寒在其博客发表了一篇针对中国中央电视台2010年春节联欢晚会上的节目《幸福生活亚克西》的文章《亚克西填词大赛

》，声称将举办一届亚克西文艺大赛。
2010年3月25日, 韩寒在其博文《十块钱更实在》中评论「谷歌退出中国」一事, 认为官方要求过滤的「敏感内容」与「情色」无关, 而中国人只不过是在「顺便追求」所谓的「普世价值」而已，原文已被删除。
韩寒表示，平均每个月他的博文会被删除一次。
2010年5月1日，韩寒发表博客《孩子们，你们扫了爷爷的兴》评论当时中国发生的幼儿园暴力案件。博客文章在发表后不久即遭屏蔽，韩寒随后发表一篇题为《.》的博文，被更变后的全文仅8字：「爷爷们，你们请尽兴」，以示抗议。
2010年5月14日发表《那些洗不干净的葱们》，批评福建高教十条和中国历史，语文，政治教育。
2010年5月28日发表博客《青春》评论富士康员工跳楼现象。
2010年6月2日韩寒接受CNN专访，对中国的网络封锁发表看法。
2010年6月11日发表《莫名，我就仇恨你》，6月12日发表《我的道歉》两篇博文对"6.9圣战"进行评论. 《我的道歉》（原文被删除）称武警为国家机器，引起争议。之后《我的道歉》被删除。并随即发表一篇《2010年6月12日》，表示不希望改变他人的思想，并就三年前的行为正式向现代诗歌以及现代诗人道歉。
2010年9月18日就近期钓鱼岛附近中国渔船船长被日本警方拘捕起诉，有人计划在九一八事件纪念日去日本大使馆前示威一事，韩寒发表博客《游行的意义》，但博客随即被删除。
2011年6月30日韩寒发表博文《没希望工程》，抨击希望工程与中国红十字会。
2011年7月26日就2011年甬台温铁路列车追尾事故韩寒发表博文《脱节的国度》，点评动车追尾事故，抨击相关部门，“你一直问，他们何以如此的丧心病狂，他们却觉得自己已经非常的克制忍让。你一直问，他们何以如此的颠倒黑白，他们却觉得自己已经非常的公正坦率。你一直问，他们何以如此的生活腐化，他们却觉得自己已经非常的艰苦朴素。你一直问，他们何以如此的骄横傲慢，他们却觉得自己已经非常的姿态低下。”。该文不久被屏蔽。
2011年11月2日时隔三个多月没有发表观点博文的韩寒发表博文《格调不高怎么办》，对《脱节的国度》被删除表示很扫兴，对中国文化作品的审查制度表示无奈。“自从《脱节的国度》不见了以后，一直都未写东西。因为我着实是一个写的不勤奋的人，每次写完，隔日不见，真的扫兴，而且国家部门繁多，就算宣传部门和新闻出版部门觉得没问题，所有配备了帕萨特以上公务车的部门也都可以一个电话把你文章删了。其中最仁慈的反而是某地方的公安部门，08年有一天我写了一篇文章，事隔一年多，他们删除了这篇文章。难怪大家都说公安出警慢。的确。删文章的地方太多了，就不知道该怎么下笔了。”最后韩寒在博文里提到：“我不知道一个文化人提笔就哆嗦的国家怎么能建设成文化强国，一个因为要避讳常委所以在谷歌上搜索不到李白的国家怎么能建设成文化强国。我不知道该怎么一个文化体制改革法，反正我只有一个愿望，就是韩正老师别再升官了，要不然我就搜不到我了。”该文一天后被删除。
2011年11月3日韩寒发表博文，内容为：“这我也没办法，手快有，手慢无。”表示对新浪删除其博文感到无奈。
2011年12月23日，24日，26日，韩寒先后发表《谈革命》、《说民主》、《要自由》三篇博文，其中“革命不保证就能带来民主”、“极其强大的一党制其实就等于是无党制，因为党组织庞大到了一定的程度，它就是人民本身，而人民就是体制本身”、“我不认为天鹅绒革命能够发生在中国”、“当街上的人开车交会时都能关掉远光灯了，就能放心革命了”等观点引起巨大争议。《环球时报》其后先后多次发表相关评论支持韩寒的主张。
在第三篇《要自由》中，韩寒委婉地提出了开放报禁和松绑文化的要求。
2012年1月8日，发表博文《我的2011》，总结2011发生的事和自己心中想法的变化。
2012年2月10日凌晨，韩寒发表博文《重庆美剧》，其中提到王立军事件仿佛“宫廷大戏”、“这次的破朔迷离，让我知道未来的中国，其实不需要预想一个什么颜色，红也好，蓝也好，都抵不过透明。”博文随后被删除。
2012年2月12日，发表博文《让一部分人先选起来》，呼吁中国的一些城市能实现直选市长，每三年选举一次，人民代表可以联手弹劾市长，“让一部分人先选起来”，作为“最生动的民主练习”，以为中国的政改迈出第一步。文章不久后就被删除。
2013年1月7日，发表博文《总有一种力量》，评论2013年《南方周末》新年献词被删改事件。博文隨後被刪除。

### 博客论战

#### 韩白之争
2006年3月2日，就文学评论家兼书商白烨的一篇名为《“80后”现状与未来》的博文，韩寒写了一篇名为《文坛是个屁，谁都别装逼》作为回应。至此，两人就80后是否可称作家，是否已进入文坛等问题的不同见解，演变成为了“韩白之争”。 3月4日中午，白烨写了一篇名为《我的声明－回应韩寒》作为回应，宣称韩寒的回应文章不是文学批评，而是已经涉嫌对白烨进行人格侮辱和人身攻击。 随后作家陆天明、其子青年导演陆川，以及大陆著名音乐人高晓松相继介入论战，成为一时之网络热点。韩寒在博客中对以上诸人进行了嘲讽，并写有粗口，事件最后以白烨、陆氏父子、高晓松相继关闭个人博客为终结。 2010年，高晓松和陆天明已和韩寒先后和解，高晓松并表示答应《独唱团》的约稿。
媒体对这次论战的报道：
- 傲慢与偏见——清点“韩白之争”
- 网络“骂战”之白烨韩寒演义（页面存档备份，存于） - 南方网论坛。
- 韩寒PK白烨 ── 一场骂战揭发的内幕（页面存档备份，存于） - 网易
- 韩白之争专题（页面存档备份，存于） - 新浪博客
- 韩白之乱（页面存档备份，存于） - 新浪论坛

#### 代笔之争
2012年1月15日及18日，IT评论博主麦田先后在新博客上贴出文章《人造韩寒：一场关于“公民的闹剧”》和《三重疑——兼答韩仁均韩寒路金波诸君，喔，还有范冰冰》质疑韩寒的成功係通过作弊、他人代笔、团队包装等不正常手段取得的，提出的主要证据有：首届“新概念作文大赛”中负责给韩寒出题的李其纲与韩父是校友、路金波对韩寒的包装、韩寒的13篇博文发表时间与赛车时间重复等，引发众人讨论。随后，韩寒于1月16日发表《小破文章一篇（页面存档备份，存于）》作为回应，称如有人能证明其作品中“哪怕是一行字”为此人代笔，那么他愿给此人2,000万。之後，麥田發出《三重疑》一文，提出多項新證據。韓寒便以《正常文章一篇》回應麦田，最後麥田發出道歉信，稱自己證據不足。
2012年继麦田之后，网络打假人士方舟子亦加入进来质疑韩寒。其在新浪微博中指出－“韩寒一边2000万悬赏，一边删除博客文章”。随后网友回应，韩寒2008年就删除了2006年的文章是为了出书需要。方舟子发表言论称可以理解删，但是认为韩寒在书序中说该书大部分文章在博客中都能看到，质疑韩寒诚信度。韩寒以《正常文章一篇》回应方舟子，后者随后进行了回击，二人分别在新浪博客和新浪微博上开始了隔空论战。此次事件，方舟子对于质疑韩寒是否存在代笔事件，质疑韩寒的主要依据是方舟子本人的推理和逻辑分析。
2012年1月29日，韩寒发表文章《我写下的这些都可以成为呈堂证供（页面存档备份，存于）》，表示会利用创作手稿进行法律诉讼。2月6日，韩寒继起诉方舟子后，又在上海另一法院分别起诉方舟子及刘明泽。据称刘明泽是转发韩寒质疑文章的普通网友，韩寒律师团队根据他在微博中暴露的个人信息追踪到他并进行，但隨後韩寒撤销对刘明泽的起诉。2月13日下午，上海普陀区法院官方微博发布消息，该院已于当日裁定，准许韩寒撤回对方舟子、刘明泽名誉权纠纷及侵害作品署名权的起诉。
由于论战主要在方舟子和韩寒之间展开，所以又被称为“方韩论战”或者“方韩大战”。随着韩寒声明不再回应代笔门事件以及撤消法院状告方舟子，论战由高潮进入尾声，但对韩寒造假与否的质疑、分析、讨论并没有因此停止、依然在继续，且隨後加入的人眾多。

#### 其他论战
- 对现代诗的质疑：韩寒于2006年9月26日发表了《现代诗和诗人为什么还存在》等三篇文章对现代诗歌与现代诗作者极尽嘲讽，其中包括已故诗人徐志摩与海子，引来与下半身诗人沈浩波、杨黎、伊沙、东篱等论战。[63]
- 2007年4月10日，韩寒就郑钧2006年评价超女选秀内容“太恶俗”，[64]而2007年却担任了快男的评委一事件，写了篇名为《最近的一些安排》的博文。文中对郑钧的言行提出质疑，最后导致两人的论战。[65][66]

### 公益活動
韩寒是宇舶表公益参与人，支持“智爱一家”HIV患儿。淘宝“韩寒的书店”内，韩寒的新书《1988——我想和这个世界谈谈》以1元的底价起拍，最终以6.12万元被一名不愿透露姓名的读者拍下。此后，韩寒再掏6.12万元，连同拍卖所得一同送达甘肃民乐县南丰乡的铁城小学。据了解，这笔捐款为该校购置了桌椅、电脑、打印机、图书、图书柜等物品。此外，为33名在校贫困学生每人购买衣服3套、文具1套，4户特困生家庭还获得1000元现金捐助。

## 家庭生活
妻子金丽华，2003年毕业于中央戏剧学院编导系，毕业之后一直在韩寒身边，是韩寒首次执导MV《毒药》的制片人。两人在2010年结婚。2010年11月24日盛大文学CEO侯小强在微博爆料称韩寒与其女友金丽华在5月已经奉子成婚，11月17日金丽华在美华医院产下一女，取名韩小野。

## 作品

### 書籍
| 序号 | 著作                         | 出版社                 | 发行日期      | 累计销量  |
| ---- | ---------------------------- | ---------------------- | ------------- | --------- |
| 1    | 《三重门》                   | 作家出版社             | 2000年5月     | 5,000,000 |
| 2    | 《零下一度》                 | 上海人民出版社         | 2000年8月     | 1,000,000 |
| 3    | 《像少年啦飞驰》             | 作家出版社             | 2002年1月     | 550,000   |
| 4    | 《毒》                       | 中国青年出版社         | 2002年10月    | 300,000   |
| 5    | 《通稿2003》                 | 作家出版社             | 2003年9月     | 400,000   |
| 6    | 《长安乱》                   | 中国青年出版社         | 2004年9月     | 600,000   |
| 7    | 《就这么漂来漂去》           | 接力出版社             | 2005年11月    |           |
| 8    | 《一座城池》                 | 二十一世纪出版社       | 2005年12月    |           |
| 9    | 《韩寒五年文集》             | 中国青年出版社         | 2005年2月     |           |
| 10   | 《光荣日》                   | 二十一世纪出版社       | 2007年7月     |           |
| 11   | 《杂的文》                   | 万卷出版公司           | 2008年3月     |           |
| 12   | 《他的国》                   | 万卷出版公司           | 2008年12月    |           |
| 13   | 《草》                       | 万卷出版公司           | 2009年5月     |           |
| 14   | 《可爱的洪水猛兽》           | 万卷出版公司           | 2009年7月     |           |
| 15   | 《1988：我想和这个世界谈谈》 | 国际文化出版公司       | 2010年9月     |           |
| 16   | 《漂移中國》                 | 牛津大学出版社         | 2010年7月     |           |
| 17   | 《青春》（繁體中文版）       | 新經典圖文傳播有限公司 | 2010年10月    |           |
| 18   | 《青春》（简体中文版）       | 万榕书业               | 2011年11月    |           |
| 19   | 《光明与磊落》               | 万榕书业               | 2012年4月1日  |           |
| 20   | 《脫節的國度》               | 牛津大学出版社         | 2012年7月17日 |           |
| 21   | 《我所理解的生活》           | 浙江文艺出版社         | 2013年1月8日  |           |
| 22   | 《告白与告别》               | 北京联合出版公司       | 2014年7月24日 |           |

韩寒的作品在中国大陆以外也有销售，但主要集中在专卖大陆出版物的书店。其中在2009年，由多家出版社联合主办的“改革开放30年最具影响力的300本书”评选活动中，韩寒作品《三重门》入选，也是80后唯一入选作品。

### 唱片
《寒·十八禁》（2006年）曲目
| 音轨 | 曲名       | 作词   | 作曲         |
| ---- | ---------- | ------ | ------------ |
| 1    | 最好的事情 | 韩寒   | 常石磊、韩寒 |
| 2    | 私奔       | 韩寒   | 安栋、齐放   |
| 3    | 偶像       | 韩寒   | 刘彤         |
| 4    | 春光       | 韩寒   | 刘彤         |
| 5    | 混世       | 韩寒   | 刘彤         |
| 6    | 空城计     | 韩寒   | 未知数       |
| 7    | 最差的时光 | 韩寒   | 常石磊       |
| 8    | 无题       | 韩寒   | 宋阳、安栋   |
| 9    | 追梦人     | 罗大佑 | 罗大佑       |
| 10   | 我         | 林夕   | 张国荣       |

### 電影導演
- 2014年《後會無期》
- 2017年《乘風破浪》
- 2019年《飞驰人生》
- 2022年《四海》
- 2024年《飞驰人生2》

## 相关书籍
- 《儿子韩寒》作者: 韩仁均 上海人民出版社(2000)、万卷出版公司(2008)
- 《韩寒H档案》（2010）作者：王帆 万卷出版公司
- 《我们想和韩寒谈谈》（2011）作者：妙不可言 等著 二十一世纪出版社

## 荣誉
当选《新世纪周刊》（其实是旬刊）2009年度人物。
当选2009年《亚洲周刊》风云人物。
《南方人物周刊》2010年一月杂志入选“2009中国魅力榜”排行，被称为“天性之魅”。
2010年4月28日，入选2010首届中国心灵富豪榜之风云榜。
美国《时代周刊》“全球最具影响力100人”（2010年）最终以近90万票名列网络投票排名第二的来自中国上海的韩寒位列艺术家组第24名。
2014年以《後會無期》榮獲第51屆金馬獎最佳原創電影歌曲獎。

## 争议
1999年，韩寒虽获大奖，但因期末考试七科不及格而留级，引发关于素质教育政策及“学校应当培养全才还是专才”等教育问题的讨论。
2008年，韩寒在其博客中加入了日本AV女优松岛枫的网站链接，并写博文宣称欣赏松岛枫，并称其为偶像，随后拒绝了网友的道歉请求，为此引发了名人伦理争论。后经查证，博客链接到的松岛枫网站并无色情内容，非成人网站，只是记录生活的成人电影女星博客。
2008年，四川汶川地震，莎朗斯通在接受采访时发表因果报应论，称有没有可能地震是中国政府西藏政策的结果，韩寒为莎朗斯通辩驳，称是媒体太冷血，引起很多人对韩寒的驳斥。
2012年初，韩寒被麦田及方舟子质疑作品有人代笔，有人在网上公开表示韩仁均才是《三重门》的真正作者。（页面存档备份，存于）

## 评价
韩寒以小說《三重門》出道，因反感大陸應試教育，高一便退學，因發表「數學只要學到初二就夠了」的言論，引發社會各界廣泛討論。有關學者認為韓寒是中國大陸當代文學界的奇迹，其有着旗帜鲜明的“反智主义”，却因精攻於文字駕馭手法，能在商業上取得巨大成功的「偶像派」作家。
韩寒的经历和作品有所争议。因为他的作品中毫不保留地谈到社会中的各种现实，并透露出对某些现象的愤慨与讥讽，鲜明地体现独立的思想。他的文学作品曾获得中国大陆许多奖项，并受到许多文学专家的关注，但他也因为其不佳的学习成绩和特立独行的作风而被遭许多非议。由韩寒引发的相关社会现象被媒体称为“韩寒现象”。

### 自我评价
韩寒既声称过自己为对文字最讲究的作家，也否认自己是作家，但稿酬颇丰。
对于称他为「80后作家」代表人物的说法，韩寒并不承认自己是80后作家，并评价“作为我本人，非常讨厌以年代划分作者，每个优秀作者都是个性鲜明的人，哪能分类。”

### 正面评价
记者闾丘露薇曾撰文评点韩寒，文中说道：“有的香港媒体，给韩寒冠上异见分子的称号，我想这并不准确，对韩寒也不公平。事实上，韩寒是在他的能力所及的范围内，尽到了一个公民的责任，用他作为偶像的影响力，使得一批年轻人对公共事务产生兴趣。”
先锋派作家莫言评价韩寒说：“最近几年，我也浏览韩寒的博客。他敢于跟大多数人的流行观点唱反调，在无数网民狂热、暴怒的时候，能从另外一个方向思考，说明他确实已经成熟了。我们过去老觉得他是另类，实际上他是当今青年的代表，很多人把他当作榜样。我们将来的国家领导会出现在这群人里。开玩笑地说，再过10年20年，韩寒应该竞选上海市长。克林顿当年是什么样一个人？吹吹萨克斯，唱唱摇滚，甚至还吸大麻，当时美国人哪里会想到这么个人若干年后会成为总统，而且还干了8年！应该说干得还不错，当然缺点是经常犯一点领导干部爱犯的小毛病。”
先锋派作家马原说：“韩寒的小说我读过，感觉挺好，确实是时代气息浓郁。”
新华网刊登的一篇文章则认为韩寒真正价值在于：面对敏感话题和公共维权事件，他从不缺席，他不靠青春外表和包装，而用思想和内容和腐朽僵硬势力博弈。

### 负面评价
台湾名主持人陈文茜认为：「不过我认为，韩寒是很可爱的，但他有的言论是很肤浅的，比如他对世博会的谈论，他是很多人心目中的英雄，但他应该珍惜这个话语权。」
作家李敖认为：“韩寒不需要谈，没底蕴，长得帅，过几年就跟马英九一样，再美的男子不过如此，他的知识基础不够，他红了也好，不红也是理所当然。”
作家李敖的儿子李戡在接受平面杂志访问时说，“韩寒算老几？连大学都考不上。”此话一出，在网路与媒体都造成了不小的回响与批评，事后李戡极力否认出此言论，然而该杂志社却拿出相应的语音记录作证据，反驳李戡言论。对此李戡的父亲作家李敖在《杨澜访谈录》节目说：“韩寒就是长得蛮好看的，蛮体面的，人也很活泼，他知道媒体要什么东西，所以他给出来的就是媒体所要的肤浅的那一面。可是我们知道，人类社会是有很多深度的东西，需要很多时间累积的东西，如果否认了知识活动，那努力念书的人，去发明的人、去研究的人，这些努力都被抹煞了”，接着解释“韩寒的问题使我想起一个跟我同年的法国女作家莎岗，她就是写爱情小说的，她写一辈子我们也不会讲话。可是小说写到了人物疾苦的问题，就要看你的历练；谈到哲学要看你的深度。这些都没有，韩寒不会成功，因为他只是写感想。”李戡跟韩寒最大的不同是他真正的进入档案与史料阅读，才写出东西。因此李敖直接指韩寒的作品是臭鸡蛋。
著名作家莫怀戚说：“我想，在未来20年到30年内，很难出现像金庸和梁羽生这样的大师了，因为他们的写作不易被模仿。还有，现代社会环境下的青年作家们都太浮躁和商业，沉不下去。时下备受关注的郭敬明和韩寒就只是玩弄一些文字游戏，吸引大家的眼球罢了，产生不了心灵的碰撞。”
清华大学教授肖鹰在《中国青年报》发表评论称：“从电影叙事看，《后会无期》是一部十足的烂片。这部被自我标榜为“公路文艺片”的电影，在115分钟的片长中，导演用以炫技的招数就是不断地让演员一边背诵出戏的“段子”，一边表演“韩氏猥琐耍酷”。清理“天才韩寒成名史”，不仅是给历史以真相、还文坛以是非之必需，同时也是肃清20世纪以来对中国文化毒害极深的反智主义流毒，给青年以正确引导的应有之义。着眼于反腐治国，“假造天才作家韩寒”的最后查证，不仅将坐实当代文坛的最大丑闻，也当是揭开当代中国文坛腐败盖子的一个关键契机。”